# Hørbylunde Bakke
Hørbylunde Bakke er en bakke ved Sekundærrute 195 i Hørbylunde Krat, 2 km øst for Pårup. Toppen er 131 meter over havet. Den er mest kendt for at være stedet, hvor den danske digter og præst Kaj Munk den 4. januar 1944 blev henrettet af Gestapo.
Per Højholt brugte bakken i et digt:
Jeg drømmer om et digt lige så indiskutabelt
som at hovedvej A15 trækker sig op over bakken 
med fire lastvogntog sejt krybende, op, opad
...
som en Scania Vabis i slæbegear – 
...